# Csörgő Attila
Csörgő Attila (Budapest, 1965. március 29. – ) magyar képzőművész, szobrász. Munkácsy-díjas (2001). Rendszeresen kiállító művész.

## Életpályája
1988 és 1994 között a Magyar Képzőművészeti Főiskola növendéke volt. 1992-ben festő-, majd 1994-ben intermédia szakon szerzett diplomát. 1993-ban Amszterdamban a Rijksakademie van baeldende Kunsten szobrász szakán tanult, majd 1994 és 1997 között Derkovits-ösztöndíjas volt.

## Művészete
Százados László így ír róla:

„Konceptuális jellegű, sokszor minimalista kivitelű – gyakran mobil – munkái természettudományos szabályok, törvények – geometriai problémák, fizikai (optikai, mechanikai) határhelyzetek – köré szerveződnek. Elvont tételeket modellező, szemléltető, “tudományos alapon” működő művei többnyire szokatlan helyzetekbe hozott, hétköznapi anyagokból, tárgyakból épülnek fel, barkácsolódnak össze. Játékosan, s némi iróniát, filozofikusságot sem nélkülöző módon utalnak érzékelésünk, és erre épülő, rendezettnek tűnő világképünk könnyű megingathatóságára, ellentmondásosságára.”

## Díjai, elismerései
- Smohay-díj (1998),
- Munkácsy-díj (2001).

## Egyéni kiállításai
- 1993 • G. DAAR, Amszterdam

1994 • Három test, Óbudai Pincegaléria, Budapest
1995 • Goethe Intézet, Budapest [El-Hassan Rózával]
1996 • Stúdió Galéria, Budapest
1997 • Sexmachine [Nagy Krisztinával], Stúdió Galéria, Budapest
1998 • Gallery by Night ’98, Stúdió Galéria, Budapest [Lakner Antallal] • Magyar Kulturális Központ, Bukarest
1999 • Magyar Ház [Petra Lemmerezzel], Stuttgart • Altered States (Lakner Antallal), Skuc Galerija, Ljubljana • Gömb-örvény, Liget Galéria, Budapest • Galeria Monumental, Lisszabon (Koronczi Endrével)
- 2000 • Galerie für Gegenwartskunst Barbara Claassen-Schmal, Bremen, Németország • Acqua Obliqua, Fioretto Arte Contemporanea, Padova, Olaszország
- 2001 • St.art Galéria, Budapest (Haraszty Istvánnal) • Le Fresnoy Studio national des arts contemporains, Tourcoing, Franciaország
- 2002 • Fél-tér, Budapest Galéria Kiállítóháza, Budapest • Fél-tér, Pelikán Galéria, Székesfehérvár • Peeled City, Art in General, New York
- 2004 • Platonic Love, Kettle’s Yard, Cambridge, Anglia • Narancs-tér, acb Galéria, Budapest
- 2007 • Csók István Képtár, Székesfehérvár
- 2009 • Archimédeszi pont, Ludwig Múzeum, Budapest
- 2010 • Archimédeszi pont, Hamburger Kunsthalle, Hamburg
- 2016 • Szerkesztett látvány² (Ősz Gáborral), Vintage Galéria, Budapest
- 2018 • Ütközések, Glassyard Galéria
- 2019 • Mozgásterek, Új Budapest Galéria, Budapest
- 2024 • Inverz kartográfia, Trafó Galéria, Budapest

## Részvétele csoportos kiállításokon
- 1991 • Germinations 6, Ludwig Forum, Aachen (D) • Oszcilláció/Oscilácia, Hatos bástya, Komárom, Műcsarnok, Budapest
- 1992 • Germinations 6, Budapest Galéria Lajos u., Budapest • Térképzetek I., Budapest Galéria Lajos u., Budapest
- 1993 • 11. Medunarodni B. Male Plastike/11th International B. of Small Sculpture, Muraszombat (SL)
- 1994 • Aritmia 2., Uitz Terem, Dunaújváros • 22. Biennálé Internacional São Paulo, São Paulo
- 1995 • összeköltöző házak/zusammenziehende häuser, Kunsthaus, Hamburg
- 1996 • Pillangóhatás, Műcsarnok, Budapest • Permutace a kombinace. Soucasné umeni v Madarsku/Permutations and Combinations. Contemporary Art in Hungary, Prága • 3×3 From Hungary, Bard College, Annandale-on-Hudson, New York
- 1996 • A művészeten túl, Kortárs Művészeti Múzeum/Ludwig Múzeum, Budapest • Daugiakalbiai peizazai/Multilingual Landscape, The Contemporary Art Centre of Vilnius, Vilnius (Litvánia) • Computer World, The Tannery, London • Speculum, Budapest Galéria Lajos u., Budapest • Schwere-los Skulpturen, Oberösterreichischer Landesgalerie, Linz
- 1997 • A művészeten túl, Neue Galerie, Graz • Schwere-los Skulpturen, Kortárs Művészeti Múzeum/Ludwig Múzeum, Budapest • Zeitskulptur, Oberösterreichisches Landesgalerie, Linz • sic!, Kiscelli Múzeum, Budapest • Sept sculpteurs hongrois contemporains, Chateau de Biron/Dordogne (FR) • Sexmachine. Erotika és szexualitás a magyar képzőművészetben, Stúdió Galéria, Budapest
- 1998 • Observatorium, Centrum Sztuki Wspólczesnej, Zamek Ujazdowski, Varsó • Das Modell, Magyar Ház, Berlin • Inter/Média/Művészet, Ernst Múzeum, Budapest • Jenseits von Kunst/Voorbij de kunst, M. van Hedendaagse Kunst, Antwerpen • Bel Tempo. Inter/Media/Arte/ Ungheria, Palazzo della Regione, Trieszt
- 1999 • A 90-es évek. Új gyűjtemény a Városi Művészeti Múzeumban, Városi Képtár, Győr • XLVIII. Velencei Biennálé, Velence • Kunst der neunziger Jahre in Ungarn, Akademie der Künste, Berlin
- 2000 • Mozgásigény, Trafó, Budapest • Uncontrolled, North Exhibitionspace, Koppenhága • Intuíció, innováció, invenció, Műcsarnok, Budapest • A fal után, Kortárs Művészeti Múzeum – Ludwig Múzeum, Budapest / Hamburger Bahnhof, Berlin • Media Modell, Műcsarnok, Budapest • What, how & for whom, Dom HDLU, Zágráb • Change of Order, National Gallery Veletrzni Palace, Prága
- 2001 • Időképek, Néprajzi Múzeum, Budapest • Milano Europe 2000, Palazzo della Triennale, Milano • 8. Triennale Kleinplastik, Alte Keller, Fellbach • Geologists at Sunset, Hotelit, Fort Asperen, Acquoy, Hollandia
- 2002 • The Eye of the Beholder, Dundee Contemporary Arts, Dundee (Skócia) • Twinklings, SKUC Galerija, Ljubljana • September Horse, Künstlerhaus Bethanien, Berlin • Látás, Műcsarnok, Budapest • Modesty, Pavelhaus, Laafeld (Ausztria)
- 2003 • 8. Istambul Biennial, Istambul • Local Calls, Röde Sten, Göteborg (Svédország) • Válogatás, acb Galéria, Budapest • Modesty, SKUC Galerija, Ljubljana • Nyitó kiállítás, acb Galéria, Budapest • Himmelschwer, Landesmuseum Joanneum, Graz (Ausztria)
- 2004 • Persistante perspective, Ecole Superieure des Beaux-Arts de Mans, Le Mans
- 2004 • Szappanopera, Műcsarnok, Budapest
- 2006 • Valós és virtuális terek II., Vasarely Múzeum, Budapest
- 2006 • 25 éves a Smohay-díj, Csók István Képtár, Székesfehérvár
- 2007 • FUORI USO 2006 - Módosult tudatállapotok, WAX Kultúrgyár, Budapest
- 2007 • Kempelen, Műcsarnok, Budapest
- 2008 • DEkor 1, Volksbank Galéria, Budapest
- 2009 • Low Tech, Videospace, Budapest
- 2009 • Utómunkálatok, Óbudai Társaskör Galéria, Budapest
- 2017 • Játékos művészet 2., Vízivárosi Galéria
- 2009 • konstruktív, konkrét, strukturális keretetik 2., Vasarely Múzeum, Budapest
- 2009 • Pillanatgépek, Műcsarnok, Budapest
- 2012 • dOCUMENTA, Kassel
- 2012 • Világmodellek, Magyar Nemzeti Galéria, Budapest
- 2017 • Viva Arte Viva, Giardino delle Vergini, Velence
- 2018 • Lebegő végtelen, Magyar Nemzeti Galéria, Budapest
- 2019 • Testreszabás, Ludwig Múzeum, Budapest
- 2020 • 30, MODEM, Debrecen
- 2022 • Velünk élő történetek, Q Contemporary, Budapest
- 2023 • TechnoCool, Magyar Nemzeti Galéria, Budapest
- 2023 • Mozgó formák, Művészetek Háza, Veszprém

## Művei közgyűjteményekben
- Centre for Contemporary Art, Ujazdowski Castle, Varsó
- Kortárs Művészeti Intézet, Dunaújváros
- Kortárs Művészeti Múzeum/Ludwig Múzeum, Budapest
- Sammlung EVN, Bécs
- Magyar Nemzeti Galéria, Budapest
- Városi Galéria, Paks
- Modern Magyar Képtár, Pécs
- Fővárosi Képtár – Kiscelli Múzeum, Budapest